# Ken Groves
Kenneth Ernest Leonard Groves (9 tháng 10 năm 1921 – tháng 5 năm 2002) là một cầu thủ bóng đá người Anh thi đấu ở vị trí thủ môn thi đấu tại Football League cho Reading.